# Lonja (wieś)
Lonja – wieś w Chorwacji, w żupanii sisacko-moslawińskiej, w mieście Sisak. W 2011 roku liczyła 111 mieszkańców.